# サハーナ・プラダン

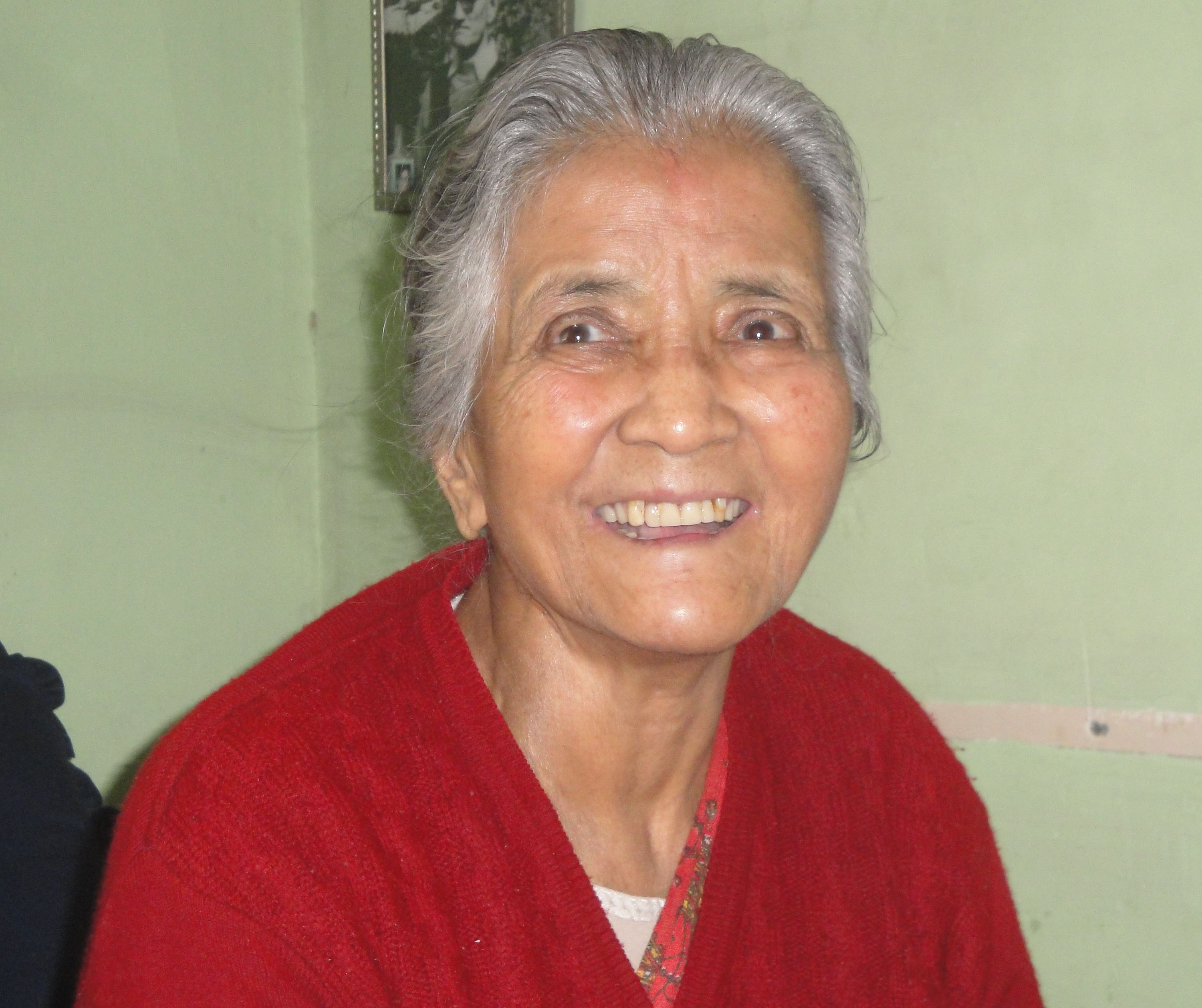
サハーナ・プラダン

サハーナ・プラダン（ネパール語: साहना प्रधान、英: Sahana Pradhan、1932年6月17日 - 2014年9月22日）はネパールの政治家。元外務大臣。女性。ネパール統一共産党からコイララ内閣に入閣。党常任委員会委員。ネパール制憲議会議員（比例代表区）。冷静沈着で知られる。

## 経歴
カトマンズのネワール族出身。幼少時をビルマ（ミャンマー）で過す。
ネパール共産党の初代総書記であったプシュパ・ラール・シュレシュタと結婚。1978年に夫が死亡すると彼女自身がネパール共産党プシュパラール派（毛沢東思想の影響を受けていた）を指導。より穏健な方向に導く。1987年プシュパラール派はネパール共産党マンモハン派（マン・モハン・アディカリが党首）と合同、ネパール共産党マルクス主義派を創設する。
1990年の民主化運動（ジャナ・アンドラン）のときにはネパール共産党マルクス主義派を代表して共産党系の政党の共闘組織「統一左翼戦線」に参加、議長に就任するが。運動が本格化する前に逮捕されてしまう。最終段階で釈放され、政党代表の一人として政府との交渉を行い、パンチャーヤト制の廃止を強く訴える。
1991年ネパール共産党統一マルクス・レーニン主義派（統一共産党）の結成に参加。1998年、統一共産党を離脱、ネパール共産党マルクス・レーニン主義派（CPN-ML）議長。2002年、マルクス・レーニン派は統一共産党に復帰。2003年、党中央委員に復帰。
2007年、外相として来日、高村正彦外相と会談。日本の国連常任理事国入りを支持した。
2008年4月10日の制憲議会選挙では比例代表区名簿順位2位で当選している。
ネパール共産党毛沢東主義派などから初代大統領に推す声があったが、統一共産党がマーダブ・クマール・ネパール元総書記に固執したため、実現しなかった。
2014年9月22日、脳出血のためカトマンズの病院にて86歳で死去。